# Aeroportul Bahir Dar
Aeroportul Bahir Dar (IATA: BJR, ICAO: HABD) este un aeroport din Etiopia ce deservește zona Bahir Dar. A fost numit după zona deservită.
Situat la o altitudine de 1.821 m, aeroportul dispune de o singură pistă.